# Naomi Kawase
Naomi Kawase, (japanska: 河瀨直美?, Kawase Naomi), född 30 maj 1969 i Nara, Nara prefektur, är en japansk filmregissör. Kawase är också känd under namnet Naomi Sento (japanska: 仙頭直美?, Sentō Naomi) från sin tid som gift. Många av hennes verk är dokumentära, inklusive Embracing, som handlar om hennes sökande efter fadern som övergav henne som barn, och Katatsumori, om mormoderns syster som uppfostrade henne.

## Biografi
Kawase växte upp i den lantliga regionen Nara. Hennes föräldrar skilde sig i hennes barndom och hon kom att bo med mormoderns syster. Uppväxten i Nara har haft en stor påverkan på hennes filmmakande. Många av hennes första filmer var självbiografiska och inspirerade av den lantliga miljön. Kawase utbildade sig inom tv-produktion vid Osaka School of Photography och blev senare intresserad av film.
Efter att ha tagit examen 1989 vid Osaka School of Photography (Ōsaka Shashin Senmon Gakkō, numera Visual Arts College Osaka) studerade hon under ledning av den japanske fotografen Shunji Dodo. Hon blev kvar fyra år som föreläsare. Hennes första kortfilmer var självbiografiska och rörde den turbulenta familjehistorian, hur hon övergavs och hennes faders död. Mellan 1994 och 1996 gjorde hon en trilogi om sin mormors syster: Katatsumori, See Heaven och Sun on the Horizon. Vid Filmfestivalen i Cannes 1997 blev hon den yngsta vinnaren av Guldkameran för bästa debutfilm.
2006 släppte Kawase den fyrtio minuter långe dokumentärfilmen Tarachime, som åter beskriver hennes mormors syster och den demens hon drabbas av.

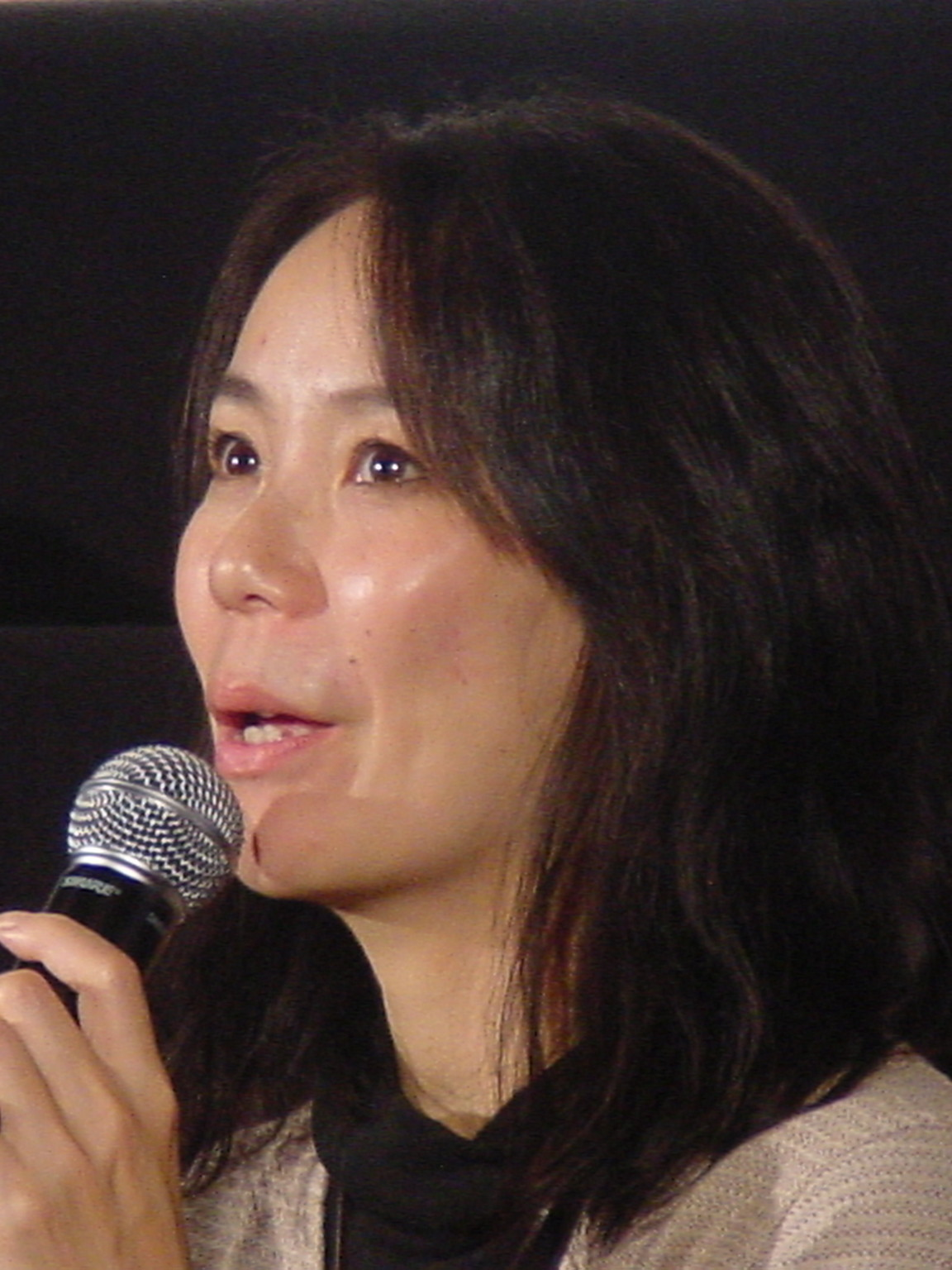
Kawase vid Tokyo International Film Festival 2010.

Kawase fullbordade produktionen av sin fjärde fullängdsfilm The Mourning Forest (Mogari no Mori) 2007 och vann med den Grand Prix vid Filmfestivalen i Cannes 2007.
Kawases familjedrama Hanezu (2011), som baseras på en roman av den japanska författaren Masako Bandō, erhöll pris vid Filmfestivalen i Cannes 2011.
2013 valdes Kawase in i juryn för Filmfestivalen i Cannes.
Kawases romantiska film Still the Water (2014) tävlade om Guldpalmen vid Filmfestivalen i Cannes 2014. Kawase har beskrivit filmen som sitt "mästerverk" och att det förtjänar Guldpalmen och påstod vidare:
| ” | Det här är första gången jag har sagt något sådant om en film. Efter att ha erövrat Guldkameran och Grand Prix finns det inget jag vill hellre än erövra Guldpalmen. | „ |

I oktober 2018 utsågs Kawase av Internationella olympiska kommittén (IOK) att producera den officiella filmen för Olympiska sommarspelen 2020 i Tokyo, som sedermera skjutits upp till 2021 med anledning av coronaviruspandemin . I en intervju i början på juli 2021 berättar hon om hur filmandet både visar idrottare från olika länder och speglar pandemins påverkan. Filmen beräknas bli klar våren 2022 och om det går som planerat kan den ha premiär på filmfestivalen i Cannes i maj.
Filmen True Mothers (Asa ga kuru) (2020) blev utvald till att visas på Filmfestivalen i Cannes 2020, och har biopremiär i Sverige  november 2021 under titeln Sanna mödrar.